# 樟磐手
樟 磐手（くす の いわて）は、飛鳥時代の人物。姓（カバネ）は使主。672年の壬申の乱で大友皇子（弘文天皇）のために吉備国の軍を興す使者に立ち、国守の当摩広島を殺した。

## 経歴
樟氏（樟使主）の出自は明らかでないが、豊後国玖珠郡の氏族とする説がある。
壬申の年（672年）6月下旬、大海人皇子の挙兵を知った近江大津宮の朝廷は、各地の軍を興させるための使者を派遣した。このとき吉備国に遣わされたのが樟磐手で、筑紫の栗隈王には佐伯男が遣わされた。筑紫の栗隈王と吉備の当摩広島はもと大海人皇子の配下にあった。彼らも反乱に同調するのではないかと疑っていた大友皇子は、派遣の際に「もし従わない様子があったら殺せ」と樟磐手と佐伯男に命じた。吉備国に到着した磐手は、符を渡す日に広島を騙してその刀を外させてから、自分の刀を抜いて広島を殺した。
磐手については他に記録がない。